# Empoascanara caespitis
Empoascanara caespitis är en insektsart som beskrevs av Irena Dworakowska och Trolle 1976. Empoascanara caespitis ingår i släktet Empoascanara och familjen dvärgstritar.
Artens utbredningsområde är Kenya. Inga underarter finns listade i Catalogue of Life.